# Wilde Baridón
Wilde Baridón (nascido em 26 de abril de 1941) é um ex-ciclista uruguaio. Representou seu país, Uruguai, em duas provas de ciclismo de estrada nos Jogos Olímpicos de Verão de 1964.